# EC 1.2.7
La EC 1.2.7 è una sotto-sottoclasse della classificazione EC relativa agli enzimi. Si tratta di una sottoclasse delle ossidoreduttasi che include enzimi che utilizzano un'aldeide o un chetone come donatore di elettroni ed una proteina contenente cluster ferro-zolfo come accettore.

## Enzimi appartenenti alla sotto-sottoclasse
| numero EC  | nome accettato                                       |
| ---------- | ---------------------------------------------------- |
| EC 1.2.7.1 | piruvato sintasi                                     |
| EC 1.2.7.2 | 2-ossobutirato sintasi                               |
| EC 1.2.7.3 | 2-ossoglutarato sintasi                              |
| EC 1.2.7.4 | monossido di carbonio deidrogenasi (ferredossina)    |
| EC 1.2.7.5 | aldeide ferredossina ossidoreduttasi                 |
| EC 1.2.7.6 | gliceraldeide-3-fosfato deidrogenasi (ferredossina)  |
| EC 1.2.7.7 | 3-metile-2-ossobutanoato deidrogenasi (ferredossina) |
| EC 1.2.7.8 | indolopiruvato ferredossina ossidoreduttasi          |